# Barrage de l'Escale
Le barrage de l'Escale est situé sur le cours de la Durance dans les Alpes-de-Haute-Provence entre les communes de L'Escale en rive gauche et Château-Arnoux-Saint-Auban en rive droite.

## Le barrage
Construit entre 1959 et 1962, le barrage de l'Escale est de type barrage poids avec des abords en remblai. Il constitué d’une partie en béton, haute de 30 m qui supporte le pont, et d’une digue longue de 610 m pour une longueur totale de 760 m. Il sert de prise d’eau pour alimenter la partie du canal EDF qui aboutit à la centrale d'Oraison, ainsi qu'au canal de Manosque.
Le barrage en béton est prolongé à l’Est (côté rive gauche de la Durance) par une digue de 610 m. Une crue millénale de la Durance pouvant atteindre un débit de 4 500 m3/s à L’Escale, cinq pertuis de 18 m de large sont aménagés pour laisser passage aux eaux de crues.
Le barrage s’appuie sur le poudingue du plateau de Valensole, sous le lit de la Durance et quelques couches de marnes.

## Le pont
Le barrage est construit 60 m en amont du pont du Trébaste, datant de 1837.
Le pont surplombant le barrage permet de franchir la Durance. Emprunté par la RN 85, il relie les communes de L'Escale et Château-Arnoux-Saint-Auban. Il a une longueur de 126 m. La chaussée est large de 7 m et est bordée de deux trottoirs de 1,45 m.

## Le lac
Le lac, à 432 m d’altitude, s’étend du confluent du Vançon et de la Durance en amont, jusqu’au barrage en aval établi entre L’Escale et Château-Arnoux-Saint-Auban. La montée des eaux a demandé un aménagement de la route départementale RD 4, ancienne route Napoléon. Le niveau du lac varie en fonction de la production de la centrale électrique d’Oraison, mais dans de faibles proportions. Le marnage autorisé n’est que de 50 cm.